# 前波新八郎
前波 新八郎（まえば しんはちろう、生年不詳 - 元亀元年（1570年））は、戦国時代の武将。朝倉氏の家臣。

## 略歴
元亀元年（1570年）姉川の戦いで、兵3000を率いて朝倉隊の第2隊を務めた 。味方が劣勢になると馬を乗り回して敵を討ち、味方を励ましたという 。黒坂景久らと共に討死 。